# Sosnówka (rejon brzeski)
Sosnówka (białorus.: Сасноўка, Sasnowka, ros.: Сосновка, Sosnowka) – przysiółek na Białorusi w rejonie brzeskim obwodu brzeskiego w sielsowiecie Czarnawczyce. 
Miejscowość położona 11 km na północny wschód od Brześcia. Działają tu dwa przedsiębiorstwa przemysłowe: EOS (ООО "ЭОС"): materace i łóżka, oraz Władini (ЧУП "Владини"): produkcja odzieży damskiej.
W leżącym w pobliżu przysiółka zwartym kompleksie leśnym mieściło się miasteczko garnizonowe nr 88 "Iwachnowiczi" (военный городок № 88 «Ивахновичи»), którego pozostałością są ceglane parterowe budynki gospodarczo-administracyjne oraz schrony. Obiekty te są obecnie przedmiotem sprzedaży.